# Zhongshan
Zhongshan (cinese: 中山; pinyin: Zhōngshān) è una città con status di prefettura della provincia del Guangdong, nella Cina meridionale.

## Geografia antropica

### Suddivisioni amministrative
La città a livello di prefettura di Zhongshan non ha alcuna divisione a livello di contea. Il governo della città gestisce direttamente 24 divisioni a livello di cantone (6 sotto-distretti e 18 villaggi).